# حسین‌آباد ابوطالب
حسین‌آباد ابوطالب یک روستا در ایران است که در دهستان نهارجان شهرستان سربیشه واقع شده‌است.